# Charles Lachs
Charles Georg Lachs, född 5 juli 1879 i Örebro, död 15 november 1972 i Maria Magdalena församling, Stockholm, var en svensk konstnär. Han var framförallt verksam i Stockholm där han utförde stads- och landskapsmotiv från Södermalm samt resten av staden med omnejd.

## Biografi
Charles Lachs var son till bryggmästare Friedrichs Lachs och Fredrika (född Lorentzon). Bland syskonen ingick Charlotte Lachs och Alice (gift Brauner). Familjen bedrev bryggeriverksamhet i Ystad, Örebro, Stockholm och New York. Charles Lachs gifte sig med Ellen Lindelöw, från Bjärtrå socken i Ångermanland. Paret fick inga barn. Däremot fungerade Charles Lachs som extra förälder till systerdottern sedan dennes far, grosshandlaren Johannes Carlsson, dött. Ett engagemang som också utsträcktes till systerdotterns barn, inklusive systerdotterdottern Alice Rasmussen, som senare i livet kom att skriva biografin Södermalm med omnejd - i bilder av Charles Lachs (2009). Charles Lachs handledde även systerdotterns dotterdotter i teckning och måleri, som sedan blev konstnärinna. I biografin listas släktingarna, som enligt systerdotterdotterns biografi alla "haft konstnären i varmt linne".
Lachs studerade vid Tekniska skolan 1894-1897 och Konstnärsförbundets målarskola 1900, samt deltog privat vid Axel Tallbergs etsningskurs, som inrättades vid Konstakademien. Han företog studieresor till bland annat Förenta staterna (1901) och Tyskland (1907).
Bland studiekamraterna ingick bland annat Carl Milles, John Bauer och Ivar Arosenius, varav han delade ateljé med de två senare.
Charles Lachs intresserade sig tidigt för det Stockholm som under hans levnadstid stod under stark förändring. Som teknik behärskade han såväl oljemålning som etsning.
Lachs Stockholmsmotiv innefattade ett stort antal äldre hus och gårdar, inte minst från Södermalm, inklusive anspråkslösa mindre kåkar i stadens dåtida arbetarkvarter och utkanter. Något som senare oavsiktligen skulle få kulturhistorisk betydelse. Dessutom utmärker sig väderkvarnar som motiv bland avbildningarna. Därtill förekom porträtt och stilleben.
Lachs har varit representerad vid Nationalmuseum, Kungliga biblioteket och Stockholms stadsmuseum. Vid Södermalms 700-årsjubileum 1988 sammanställdes den postuma utställningen "Södermalm när seklet var ungt", skildrat av Charles Lachs, på Stadsbiblioteket på Södermalm.
Charles Lachs är begravd på Skogskyrkogården i Stockholm.